# Rodney White
Pour les articles homonymes, voir White.
Rodney White, né le 28 juin 1980 à Philadelphie (Pennsylvanie), aux États-Unis, est un joueur américain de basket-ball. Il évolue au poste d'ailier fort.